# Challenger de Troyes 2022
El torneo Internationaux de Tennis de Troyes 2022 fue un torneo de tenis perteneció al ATP Challenger Tour 2022 en la categoría Challenger 80. Se trató de la 1.ª edición, el torneo tuvo lugar en la ciudad de Troyes (Francia), desde el 27 de junio hasta el 3 de julio de 2022 sobre pista de tierra batida al aire libre.

## Jugadores participantes del cuadro de individuales
| Favorito | País                  | Jugador                 | Rank1 | Posición en el torneo |
| -------- | --------------------- | ----------------------- | ----- | --------------------- |
| 1        | Bandera de Croacia    | Nino Serdarušić         | 170   | Segunda ronda         |
| 2        | Bandera de Argentina  | Thiago Agustín Tirante  | 197   | Semifinales           |
| 3        | Bandera de Argentina  | Genaro Alberto Olivieri | 217   | Primera ronda         |
| 4        | Bandera de Kazajistán | Timofey Skatov          | 225   | Segunda ronda         |
| 5        | Bandera vacío         | Evgeny Karlovskiy       | 238   | Primera ronda         |
| 6        | Bandera de Suiza      | Johan Nikles            | 260   | Primera ronda         |
| 7        | Bandera de Bélgica    | Michael Geerts          | 262   | Cuartos de final      |
| 8        | Bandera de Polonia    | Daniel Michalski        | 268   | Segunda ronda         |

- 1 Se ha tomado en cuenta el ranking del 20 de junio de 2022.

### Otros participantes
Los siguientes jugadores recibieron una invitación (wild card), por lo tanto ingresan directamente al cuadro principal (WC):
- Arthur Fils
- Luca Van Assche
- Abel Hernández Águila

Los siguientes jugadores ingresan al cuadro principal tras disputar el cuadro clasificatorio (Q):
- Liam Caruana
- Andrey Chepelev
- Francesco Maestrelli
- Matteo Martineau
- Jakub Paul
- Clément Tabur

## Campeones

### Individual Masculino
- Juan Bautista Torres derrotó en la final a  Benjamin Hassan, 7–6(2), 6–2

### Dobles Masculino
- Íñigo Cervantes /  Oriol Roca Batalla derrotaron en la final a  Thiago Agustín Tirante /  Juan Bautista Torres, 6–1, 6–2